# Archidiecezja Kanady
Archidiecezja Kanady – jedna z 11 terytorialnych jednostek administracyjnych Kościoła Prawosławnego w Ameryce, obejmująca terytorium Kanady. Ordynariuszem archidiecezji jest arcybiskup Kanady Ireneusz (Rochon). Katedrą archidiecezjalną jest sobór Zwiastowania w Ottawie.

## Podział administracyjny
Parafia posiada sześć dekanatów:
- Dekanat Alberta
- Dekanat Kolumbii Brytyjskiej
- Dekanat Manitoba
- Dekanat Ontario
- Dekanat Quebec
- Dekanat Saskatchewan.

Archidiecezji podlegają ponadto dwie męskie wspólnoty monastyczne: francuskojęzyczna św. Serafina z Sarowa w Rawdon oraz anglojęzyczna św. Sylwana z Atosu w Johnstown. Status klasztoru posiada monaster Wszystkich Świętych Ameryki Północnej w Dewdney. Działają również skity: skit Opieki Matki Bożej w Edmonton oraz skit Zwiastowania w Watford oraz skit Przemienienia Pańskiego w Gibsons.
Organem prasowym archidiecezji jest kwartalnik The Canadian Orthodox Messenger.

## Historia
Prawosławie na terytorium współczesnej Kanady zaczęło przenikać razem z przybyciem na Alaskę misji Rosyjskiego Kościoła Prawosławnego.  Jednak dopiero w II połowie XIX wieku, gdy do Kanady zaczęli przybywać emigranci z Galicji, w większości ukraińscy wyznawcy Kościoła greckokatolickiego, w kraju tym rozpoczęła się organizacja sieci parafii prawosławnych. Rosyjski Kościół Prawosławny rozpoczął bowiem pracę misyjną wśród grekokatolików.  Za jej symboliczny początek uważa się datę 1897, gdy ks. Dymitr Kamieniew odprawił pierwszą Świętą Liturgię w miejscowości Stary Wostok w pobliżu Alberty. W ciągu kolejnych czterech dekad na terytorium Kanady powstało kilkadziesiąt parafii; w 1940 na jej terytorium utworzono odrębną diecezję Metropolii. W 1954 została ona podniesiona do rangi archidiecezji.